# John H. Church

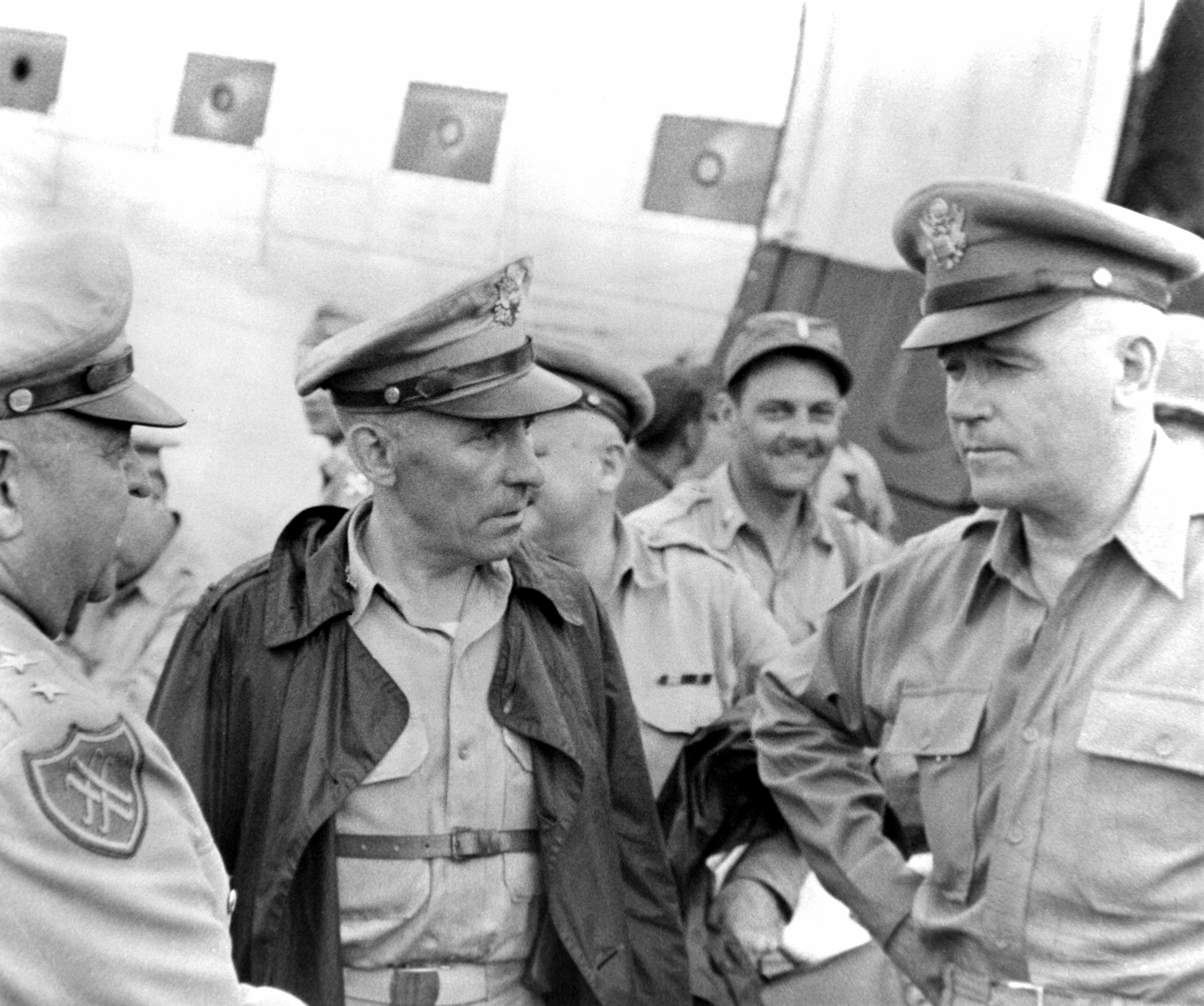
John H. Church (Mitte)

John Huston Church (* 26. Juni 1892 im Union County, Pennsylvania; † 3. November 1953 in Washington, D.C.) war ein Generalmajor der United States Army. Er war unter anderem Kommandeur zweier Infanteriedivisionen.
In den Jahren 1915 bis 1917 studierte John Church an der New York University. Nach dem amerikanischen Eintritt in den Ersten Weltkrieg trat er dem US-Heer bei und wurde als Leutnant in dessen Offizierskorps aufgenommen. In der Armee durchlief er anschließend alle Offiziersränge vom Leutnant bis zum Zwei-Sterne General.
In der Folge wurde er mit den American Expeditionary Forces auf den europäischen Kriegsschauplatz versetzt. Dort diente er im 28. Infanterieregiment, das der 1. Infanteriedivision unterstand. Er war mit seiner Einheit in Kampfhandlungen verwickelt, wozu auch die Schlacht von Cantigny und die Maas-Argonnen-Offensive gehörten.
Nach dem Ende des Kriegs entschied sich John Church für einen Verbleib in der Armee und eine Offizierslaufbahn. In den 1920er Jahren war er zunächst Stabsoffizier und dann Dozent an der Ausbildungsschule der Maryland National Guard (1922–1926) und (1929–1933). Zwischen 1933 und 1936 war er auf den Philippinen stationiert. Im Jahr 1937 absolvierte er das Command and General Staff College in Fort Leavenworth in Kansas. Anschließend war er bis 1940 Dozent an der Ausbildungsschule der Arizona National Guard.
Zwischen Oktober 1940 und September 1943 war er zunächst Leiter der Stabsabteilung G3 für Operationen und dann Stabschef der 45. Infanteriedivision. In diese Zeit fiel der amerikanische Eintritt in den Zweiten Weltkrieg. Die Division war im Juli 1943 an der Landung auf Sizilien beteiligt. Anschließend kommandierte er für einige Monate bis zum Jahr 1944 das 157. Infanterieregiment, das Teil der 45. Infanteriedivision war. Damit war er in den Italienfeldzug der Alliierten eingebunden.
Nach einer zwischenzeitlichen Rückkehr zum Stab der 45. Infanteriedivision und seiner Beförderung zum Brigadegeneral wurde John Church zum Stab der 84. Infanteriedivision versetzt. Diese Division war im Nordwesten Europas eingesetzt und drang von den Niederlanden nach Deutschland vor, wo sie bis zur Elbe vorstieß. Church gehörte dem Divisionsstab bis zur Auflösung der Einheit im Januar 1946 an.
Später befehligte er das United States Army Replacement and School Command in Fort McClellan in Alabama und dann den Militärstützpunkt Fort Jackson in South Carolina. Zwischen dem 15. Juli und dem 1. Oktober 1947 kommandierte er dort auch die 5. Infanteriedivision. Nach einer Zeit als Stabsoffizier bei den Army Field Forces übernahm John Church im Juli 1950 das Kommando über die 24. Infanteriedivision, die im Koreakrieg eingesetzt war. Diesen Posten bekleidete er bis Januar 1951. In dieser Zeit wurde er zum Generalmajor befördert. Allerdings war er gesundheitlich angeschlagen, was zu seiner vorzeitigen Abberufung als Divisionskommandeur führte. Zwischen März 1951 und Mai 1952 leitete Church die United States Army Infantry School (Infantry Center) in Fort Benning dem heutigen Fort Moore. Dann schied er aus dem Militärdienst aus.
John Church starb am 3. November 1953 und wurde auf dem amerikanischen Nationalfriedhof Arlington beigesetzt.

## Orden und Auszeichnungen
John Church erhielt im Lauf seiner militärischen Laufbahn unter anderem folgende Auszeichnungen:
- Distinguished Service Cross
- Army Distinguished Service Medal
- Silver Star
- Legion of Merit
- Purple Heart